# Plakolana obtusa
Plakolana obtusa is een pissebed uit de familie Cirolanidae. De wetenschappelijke naam van de soort is voor het eerst geldig gepubliceerd in 1999 door Keable.